# Megaselia pamirica
Megaselia pamirica är en tvåvingeart som beskrevs av Nikolai Alexsandrovich Naumov 1979. Megaselia pamirica ingår i släktet Megaselia och familjen puckelflugor.
Artens utbredningsområde är Tadzjikistan. Inga underarter finns listade i Catalogue of Life.